# Silvano Gori
Silvano Gori (Agliana, 13 novembre 1950) è un politico italiano.

## Biografia
Esponente del Partito Repubblicano Italiano, si candida alle elezioni politiche del 1992, nella circoscrizione Firenze-Pistoia, ottenendo 3.080 preferenze senza essere eletto. In vista delle successive elezioni politiche del 1994, non condividendo la linea del PRI di sostenere la coalizione centrista del Patto per l'Italia, si avvicina ad Alleanza Democratica e al raggruppamento dei Progressisti, con il quale è eletto nel collegio uninominale di Prato-Carmignano.
Nel 1995 aderisce, insieme ad altri esponenti repubblicani, liberali e socialisti, al gruppo del Patto dei Democratici. Termina il suo mandato parlamentare nel 1996.